# Waldhammer

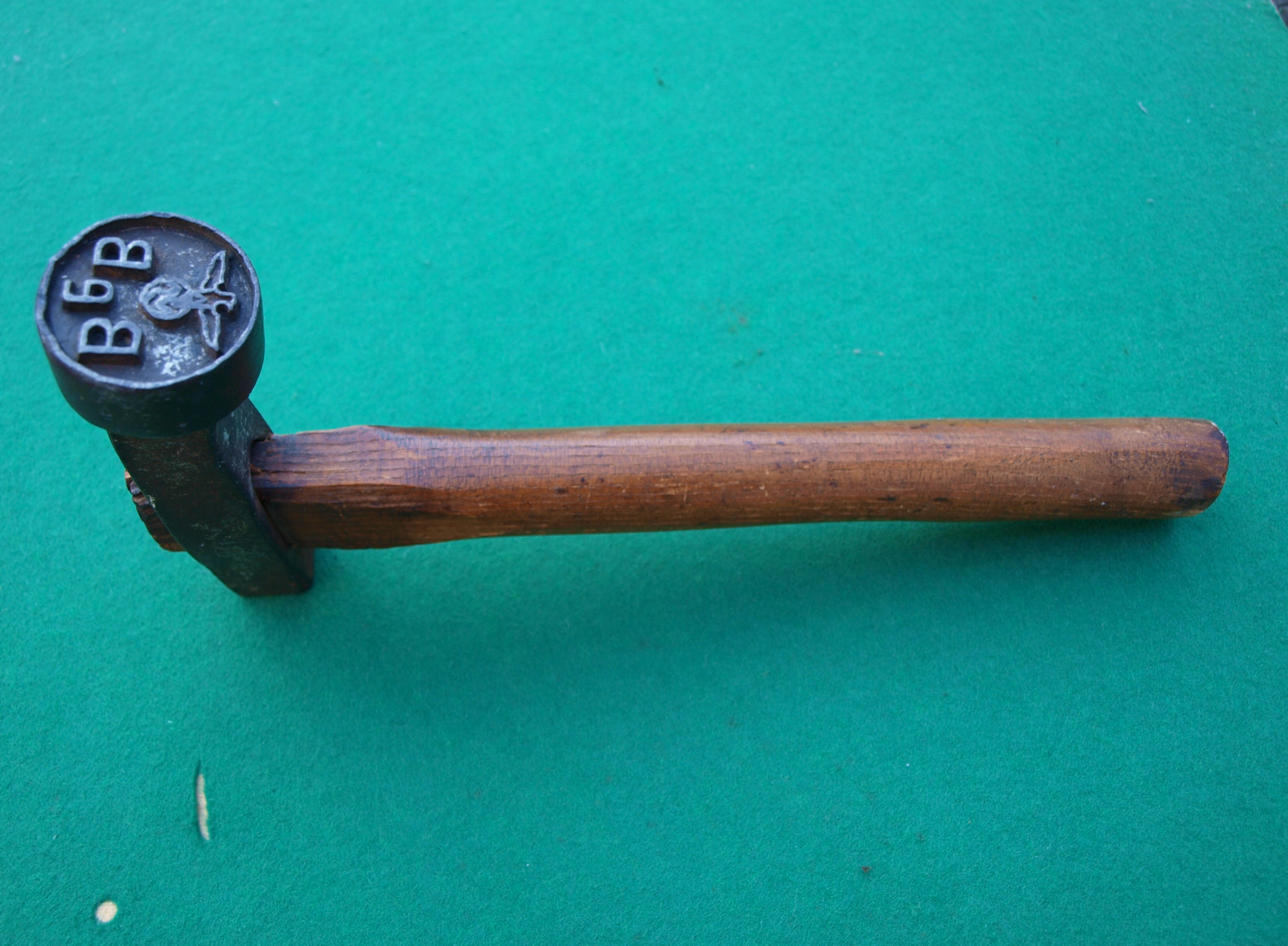
Historischer Waldhammer aus der Zeit des Nationalsozialismus (1933–1945), versehen mit einem Siegel mit Reichsadler, Hakenkreuz und der Kennung BeB.

Ein Waldhammer (regional bzw. umgangssprachlich auch Frevelhammer, Forsthammer, Waldeisen, Waldschlüssel, Baumstempel, Stämpel, Malbarte, Mahlhammer, Mahleisen, Mahlaxt, Schlageisen, Zeichenaxt/-beil oder ähnlich genannt) ist ein forstwirtschaftliches Arbeits- und Kennzeichnungswerkzeug.
Ein Waldhammer ist ähnlich einem normalen Hammer aus Kopf und Stiel aufgebaut. Der Stiel besteht wie beim normalen Hammer üblicherweise aus Holz, der Kopf ist aus Metall. Eine der Seiten des Kopfes ist als Klinge wie bei einem Beil oder wie eine flache, ballig oder rund geformte Bahn ausgebildet, die andere Seite als Schlagsiegel. Der Stiel mancher Waldhämmer ist darüber hinaus als Maßstab ausgebildet.

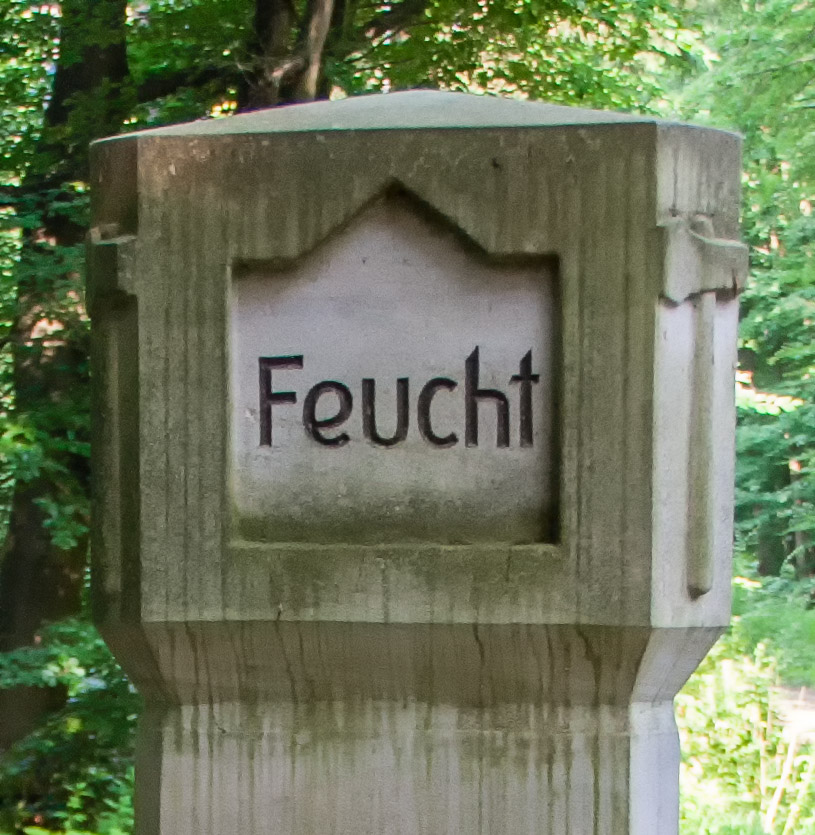
Waldhammer auf einem Forstreviergrenzstein

Der Waldhammer wurde im 16. Jahrhundert innerhalb der Forstwirtschaft allgemein gebräuchlich, um Holzkäufern im Wald die einzuschlagenden Bäume anzuweisen. Dazu wurde das Schlagsiegel in Bodennähe in den Baumstamm eingeschlagen, so dass man später an den zurückgebliebenen Stümpfen leicht feststellen konnte, ob nur markierte Bäume geschlagen worden waren. Als Markierungsgerät war der Waldhammer bis ins späte 20. Jahrhundert hinein gebräuchlich, die beschriebene Markierungsmethode hat sich in Frankreich bis zur Gegenwart erhalten.
Für das Forstpersonal bestanden strenge Vorschriften bezüglich der Aufbewahrung und Verwendung des Waldhammers. Es war meist auch üblich, dass der Hammer mit einem herrschaftlichen Wappen und der jeweiligen aktuellen Jahreszahl versehen war.